# U.S. National Indoor Tennis Championships 2014
Lo U.S. National Indoor Tennis Championships 2014 è stato un torneo di tennis che si è giocato sul cemento indoor presso il Racquet Club di Memphis, nel Tennessee. È stata la 113ª edizione del torneo. Lo U.S. National Indoor Tennis Championships fa parte della categoria ATP World Tour 250 series nell'ambito dell'ATP World Tour 2014. Il torneo si è giocato fra l'11 e il 17 febbraio 2014.

## Partecipanti ATP

### Teste di serie
| Nazionalità   | Giocatore         | Ranking* | Testa di serie |
| ------------- | ----------------- | -------- | -------------- |
| Giappone      | Kei Nishikori     | 17       | 1              |
| Spagna        | Feliciano López   | 26       | 2              |
| Australia     | Lleyton Hewitt    | 40       | 3              |
| Taipei cinese | Lu Yen-hsun       | 53       | 4              |
| Australia     | Marinko Matosevic | 54       | 5              |
| Stati Uniti   | Sam Querrey       | 55       | 6              |
| Polonia       | Michał Przysiężny | 57       | 7              |
| Kazakistan    | Michail Kukuškin  | 59       | 8              |

* Ranking al 3 febbraio 2014.

### Altri partecipanti
I seguenti giocatori hanno ricevuto una wild-card per il tabellone principale:
- Marcos Baghdatis
- Nick Kyrgios
- Kei Nishikori

I seguenti giocatori sono entrati nel tabellone principale passando dalle qualificazioni:

- David Goffin
- Denis Kudla
- Alex Kuznetsov
- Rajeev Ram

## Campioni

### Singolare
Kei Nishikori ha sconfitto in finale  Ivo Karlović per 6–4, 7–6(0).
- È il quarto titolo in carriera per Nishikori, la prima nel 2014.

### Doppio
Eric Butorac /  Raven Klaasen hanno sconfitto in finale  Bob Bryan /  Mike Bryan per 6–4, 6–4.